# Kup Srbije 2017-2018
La Kup Srbije u fudbalu 2017-2018 (in cirillico Куп Србије у фудбалу 2017-2018, Coppa di Serbia di calcio 2017-2018), fu la 12ª edizione della Kup Srbije.
Il detentore era il Partizan. In questa edizione la coppa fu vinta ancora dal Partizan (al suo 6º titolo, 15ª coppa nazionale in totale) che sconfisse in finale il Mladost Lučani.

## Formula
La formula è quella dell'eliminazione diretta, in caso si parità al 90º minuto si va direttamente ai tiri di rigore senza disputare i tempi supplementari (eccetto in finale). Gli accoppiamenti sono decisi tramite sorteggio; in ogni turno (eccetto le semifinali, dove il sorteggio è libero) le "teste di serie" non possono essere incrociate fra loro.
La finale si disputa di regola allo Stadio Partizan di Belgrado; se i finalisti sono Partizan e Stella Rossa si effettua un sorteggio per decidere la sede; se i finalisti sono Partizan ed un'altra squadra si gioca allo Stadio Rajko Mitić ("casa" della Stella Rossa).

### Calendario
| Turno                | Numero di incontri | Squadre | Entrano a questo turno                                                                            | Date                           |
| -------------------- | ------------------ | ------- | ------------------------------------------------------------------------------------------------- | ------------------------------ |
| Turno preliminare    | 5                  | 37 → 32 | ultime 5 classificate della Prva Liga Srbija 2016-2017 5 squadre vincenti delle coppe regionali   | 6 settembre 2017               |
| Sedicesimi di finale | 16                 | 32 → 16 | 16 squadre della Superliga serba 2016-2017 prime 11 classificate della Prva Liga Srbija 2016-2017 | 20 settembre / 11 ottobre 2017 |
| Ottavi di finale     | 8                  | 16 → 8  | –                                                                                                 | 25 ottobre / 15 novembre 2017  |
| Quarti di finale     | 4                  | 8 → 4   | –                                                                                                 | 14 marzo 2018                  |
| Semifinali           | 2 + 2              | 4 → 2   | –                                                                                                 | 18 aprile / 9 maggio 2018      |
| Finale               | 1                  | 2 → 1   | –                                                                                                 | 23 maggio 2018                 |

### Squadre partecipanti
Partecipano 37 squadre: le 16 della SuperLiga 2016-2017, le 16 della Prva liga 2016-2017 e le 5 vincitrici delle coppe regionali 2016-2017.
Le vincitrici delle coppe regionali 2016-2017 sono: Dinamo Pančevo (Vojvodina), Radnički Belgrado (Belgrado), Zlatibor Čajetina (Ovest), Rtanj Boljevac (Est) e Polet Laplje Selo (Kosovo e Metochia).
SuperLiga
- Bačka B. Palanka
- Borac Čačak
- Čukarički
- Javor Ivanjica
- Mačva Šabac
- Mladost Lučani
- Napredak Kruševac
- Partizan
- Rad Belgrado
- Radnički Niš
- Radnik Surdulica
- Spartak Subotica
- Stella Rossa
- Vojvodina
- Voždovac
- Zemun

Prva liga
- Bežanija
- Budućnost Dobanovci
- ČSK Čelarevo
- Dinamo Vranje
- Inđija
- Jagodina
- Metalac
- Novi Pazar
- Proleter Novi Sad
- Radnički Pirot
- Sinđelić Belgrado
- Sloboda Užice

Srpska liga
- BSK Borča
- Dinamo Pančevo
- Kolubara
- Odžaci
- OFK Belgrado
- Radnički Belgrado
- Rtanj Boljevac
- Zlatibor Čajetina

Zonska liga
- Polet Laplje Selo

## Turno preliminare
Viene disputato dalle ultime 5 classificate della Prva Liga Srbija 2016-2017 e dalle 5 vincitrici delle coppe regionali.
| Squadra 1         | Risultato       | Squadra 2    |
| ----------------- | --------------- | ------------ |
| 06.09.2017        |                 |              |
| Radnički Belgrado | 0 – 0 (4-3 dtr) | Odžaci       |
| Rtanj Boljevac    | 2 – 2 (5-4 dtr) | OFK Belgrado |
| Polet Laplje Selo | 3 – 1           | Kolubara     |
| Zlatibor Čajetina | 4 – 1           | BSK Borča    |
| Dinamo Pančevo    | 2 – 0           | ČSK Čelarevo |

## Sedicesimi di finale
Il sorteggio si è tenuto il 14 settembre 2017.
| Squadra 1           | Risultato       | Squadra 2         |
| ------------------- | --------------- | ----------------- |
| 20.09.2017          |                 |                   |
| Javor Ivanjica      | 2 – 0           | Sinđelić Belgrado |
| Budućnost Dobanovci | 3 – 3 (4-2 dtr) | Voždovac          |
| Polet Laplje Selo   | 1 – 8           | Spartak Subotica  |
| Jagodina            | 0 – 3           | Čukarički         |
| Mačva Šabac         | 0 – 0 (4-2 dtr) | Bačka B. Palanka  |
| Dinamo Pančevo      | 1 – 2           | Vojvodina         |
| Radnički Pirot      | 1 – 1 (6-5 dtr) | Novi Pazar        |
| Zlatibor Čajetina   | 0 – 0 (7-6 dtr) | Radnički Niš      |
| Radnički Belgrado   | 0 – 1           | Mladost Lučani    |
| Zemun               | 0 – 0 (5-6 dtr) | Rad Belgrado      |
| Metalac             | 1 – 2           | Proleter Novi Sad |
| Inđija              | 0 – 0 (5-4 dtr) | Radnik Surdulica  |
| 11.10.2017          |                 |                   |
| Sloboda Užice       | 1 – 2           | Borac Čačak       |
| Bežanija            | 0 – 1           | Napredak Kruševac |
| Stella Rossa        | 5 – 0           | Dinamo Vranje     |
| Rtanj Boljevac      | 0 – 3           | Partizan          |

## Ottavi di finale
Il sorteggio si è tenuto il 17 ottobre 2017.
| Squadra 1         | Risultato       | Squadra 2           |
| ----------------- | --------------- | ------------------- |
| 25.10.2017        |                 |                     |
| Mladost Lučani    | 4 – 0           | Proleter Novi Sad   |
| Napredak Kruševac | 7 – 2           | Radnički Pirot      |
| Vojvodina         | 6 – 1           | Budućnost Dobanovci |
| Inđija            | 0 – 3           | Javor Ivanjica      |
| Zlatibor Čajetina | 0 – 1           | Čukarički           |
| 15.11.2017        |                 |                     |
| Spartak Subotica  | 1 – 1 (5-6 dtr) | Mačva Šabac         |
| Partizan          | 3 – 0           | Rad Belgrado        |
| Borac Čačak       | 0 – 4           | Stella Rossa        |

## Quarti di finale
Il sorteggio si è tenuto il 15 dicembre 2017.
| Squadra 1         | Risultato       | Squadra 2      |
| ----------------- | --------------- | -------------- |
| 14.03.2018        |                 |                |
| Javor Ivanjica    | 0 – 2           | Partizan       |
| Mačva Šabac       | 0 – 0 (5-4 dtr) | Stella Rossa   |
| Vojvodina         | 0 – 1           | Mladost Lučani |
| Napredak Kruševac | 0 – 2           | Čukarički      |

| Arbitro: | Srđan Jovanović |

|  |           |                          |
|  | Marcatori | Ožegović 65’ Miletić 67’ |

| Arbitro: | Dejan Santrač |

|  |                      |  |
|  | Tiri di rigore 5 – 4 |  |

| Arbitro: | Danilo Grujić |

|  |           |                |
|  | Marcatori | Trifunović 89’ |

| Arbitro: | Milorad Mažić |

|  |           |                     |
|  | Marcatori | 32’ Docić 46’ Bojić |

## Semifinali
Il sorteggio si è tenuto il 3 aprile 2018.
| Squadra 1   | Totale      | Squadra 2      | Andata     | Ritorno    |
| ----------- | ----------- | -------------- | ---------- | ---------- |
|             |             |                | 18.04.2018 | 09.05.2018 |
| Čukarički   | 4 – 4 (gfc) | Partizan       | 4 – 2      | 0 – 2      |
| Mačva Šabac | 1 – 5       | Mladost Lučani | 1 – 1      | 0 – 4      |

### Andata
| Arbitro: | Novica Anđelovski |

|                |           |           |
| Milinković 26’ | Marcatori | 35’ Dimić |

| Arbitro: | Petar Piper |

|                                           |           |                             |
| Bojić 2’, 55’ Kajević 40’ Mudrinski 90+2’ | Marcatori | 20’ (aut.) Radić 44’ Pantić |

### Ritorno
| Arbitro: | Bojan Nikolić |

|                                                     |           |  |
| Tumbasević 8’, 35’ Pejović 48’ (rig.) Jovanović 76’ | Marcatori |  |

| Arbitro: | Milorad Mažić |

|                        |           |  |
| Antonov 66’ Ilić 90+1’ | Marcatori |  |

## Finale
Il 17 aprile 2018 (quindi prima della disputa delle semifinali) la FSS comunica che la gara di finale si disputerà al Gradski stadion di Surdulica, nonostante la richiesta del Partizan per un impianto più capiente (lo stadio di Surdulica ha una capienza di 3312 posti).
| Squadra 1  | Risultato | Squadra 2      |
| ---------- | --------- | -------------- |
| 23.05.2018 |           |                |
| Partizan   | 2 – 1     | Mladost Lučani |

| Arbitro: | Majo Vujović (Novi Sad) |

| |            | |
| Janković 31’ Zdjelar 62’ | Marcatori  | 21’ Tumbasević |
| V. Stojković M. Vulićević N. Miletić N. Antonov S. Marković M. Jevtović S. Zdjelar D. Pantić (Z. Tošić 90+7') M. Janković L. Tawamba Kana (A. Đerlek 79') Đ. Ivanović | Formazioni | D. Rosić I. Milošević B. Milošević M. Šatara J. Tumbasević P. Pavlović A. Pejović I. Pešić V. Radivojević (57' M. Trifunović) S. Dimić (81' S. Golubović) L. Jovanović |
| M. Đukić | Allenatori | N. Milovanović |